# Salzburger Automobilclub
Der Salzburger Automobil-, Motorrad- und Touring-Club wurde 1907 als Salzburger Automobil Club (S.A.C.) gegründet. Er feierte im Jahr 2007 sein 100-jähriges Bestehen.

## Geschichte

### Zwischenkriegszeit
1924 wurde er nach kriegsbedingter Unterbrechung unter dem Präsidenten Hermann Gessele und dem Vizepräsidenten Mayr-Melnhof sowie Josef Klein erneut ins Leben gerufen. Die Büroräume waren im Haus Schwarzstraße Nr. 7 in der Stadt Salzburg untergebracht, die Clubabende fanden abwechselnd im Hotel de l’Europe (existiert heute nicht mehr) am Hauptbahnhof oder im Hotel Münchnerhof statt. Schon 1932 wurden an den Grenzstationen Walserberg, Steinpass, Rott (Freilassing) und Hangenden Stein (Berchtesgaden) eigene Kioske eingerichtet, wo man Grenzdokumente und touristische Informationen bekam. Durch den Kriegsausbruch kam es zu einer zwangsweisen Auflösung des S.A.C., der zu diesem Zeitpunkt, 1938 bereits 1.484 Mitglieder in Salzburg zählte.

### Nach dem Zweiten Weltkrieg
Im Februar 1946 erhielt dann der S.A.C. die Genehmigung von der Landesregierung zum Wiederbeginn. Am 30. November 1946 fand die erste Generalversammlung des S.A.C., der sich mit dem zweiten damals vorhandenen Club, dem Österreichischen Touring-Club, zusammengetan hatte, statt. Zunächst fand das winzige Büro am Makartplatz Nr. 7 Platz, ab 1950 in einem Neubau am Max-Ott-Platz Nr. 6. Eine wichtige Aufgabe übernahm der Club dann ab August 1951 am Grenzübergang Walserberg: Es herrschte ja noch Visumspflicht nach Deutschland und ein Kiosk wurde dort zwecks Ausstellung und Information errichtet. 1955 wurde das langjährige Clublokal in der Schrannengasse bezogen. 12.000 Mitglieder zählte mittlerweile der SAMTC. Die mobile Pannenhilfe startete am 1. August 1959 mit vier Puch 500 als die „Gelben Engel“. Der Verkehrsübungsplatz an der Innsbrucker Bundesstraße wurde 1967 errichtet. In den 1970er Jahren übersiedelten dann das Büro nochmals in die Alpenstraße, wo sich der SAMTC noch heute befindet.

## Sektionen
Zwischenkriegszeit: Der S.A.C. hatte einen Sportausschuss (Vorbereitung von motorsportlichen Veranstaltungen), Verkehrsausschuss (Tätigkeitsschwerpunkt: Verbesserung der Straßenverhältnisse, Erleichterungen im internationalen Grenzverkehr) und eine Nutzkraftwagen-Sektion. Eine eigene Flug-Sektion, die Aero-Sektion, wurde 1930 gegründet und widmete sich dem Segelflug am Haunsberg. Eines der bekanntesten Mitglieder war Eduard Kuhn, der am Salzburger Flughafen eine Flugschule betrieb und 1932 bei einem Absturz ums Leben kam.

## Geschäftsführer
- 1971–1991: Ernst Kretz
- 1991–2021: Erich Lobensommer, Honorarkonsul von Schweden in Salzburg (2001–2023) und später Präsident des SAMTC
- ab 2021: Martina Schlegel-Lanz, ehemalige Stellvertreterin und ab 2023 Nachfolger von Erich Lobensommer als Honorarkonsulin von Schweden in Salzburg

## Präsidenten
- 1907–1922: Kunibert Graf Lamberg
- 1923/24: Heinrich Kiener, Gründungsmitglied und Leiter der Stieglbrauerei zu Salzburg
- 1924–1930: Hermann Gessele
- 1930–1938: Franz Preuschen Freiherr von und zu Liebenstein, ehemaliger Marineattaché in Washington und Linienschiffskapitän
- 1947–1952: Richard Hildmann
- 1952–1966: Walter Haupolter sen.
- 1966–1970 (†): Wolfgang von Kap-herr
- 1970–1972: Richard Klein
- 1972–1976: Ferdinand Fannenböck
- 1976–1986: Walter Haupolter jun., Sohn von Walter Haupolter sen.
- 1986–2000: Othmar Horwath, Honorarkonsul von Schweden in Salzburg (1972–2000)
- 2000–2019: Michael Pistauer
- 2019–2022: Renate Hilber, ehemalige Vizepräsidentin (seit 1996)
- ab 2022: Erich Lobensommer, von 1991 bis 2021 Geschäftsführer des SAMTC und Honorarkonsul von Schweden in Salzburg (2001–2023)

## Veranstaltungen vom SAMTC organisiert
- Am Sonntag, dem 10. Mai 1925 organisierte der S.A.C. ein Bergrennen am Rengerberg auf der Wiener Bundesstraße, heute Bundesstraße Nr. 1;
- Ab 1929 Organisator der Gaisbergrennen.
- Im Frühjahr 1947, am 4. Mai, lockte das erste Sandbahnrennen der Nachkriegszeit in Salzburg 20.000 Zuschauer auf die Trabrennbahn in Salzburg-Aigen.
- Am 6. Juli 1947: das erste Autobahnrennen in Salzburg-Liefering auf einem Teil der Westautobahn. Zu diesem Ereignis kamen etwa 25.000 Zuschauer. Dieses Rennen organisierte der SAMTC auch noch 1948, 1949 und 1951.
- Am 7. Mai 1950 fand die Zwölf-Stunden-Fernfahrt auf der Strecke Salzburg–Pass Lueg–Bischofshofen–Sankt Johann im Pongau–Zell am See–Wörgl–Innsbruck und weiter Richtung Arlberg statt.
- 1951 Skijöring (Automobile und Motorräder ziehen Skifahrer an einem Seil um den Rundkurs) auf der Trabrennbahn in Salzburg-Aigen.
- Nach 1948: Gaisberg-Wertungsfahrten, später als Gaisbergrennen in die Motorsportgeschichte von Salzburg eingegangen.
- 1952 fand das erste Eisrennen am Zeller See statt, das später in memoriam Ferdinand Porsche bis 1961 stattfand.
- In den Jahren 1958, 1961, 1963 und 1986 fanden Geschwindigkeitsrekordfahrten auf der Autobahn bei Anif-Grödig statt.
- In den 1960er Jahren organisierte der SAMTC Motocross-Rennen auf der Zistelalm am Gaisberg.

Ab 1974 Mitorganisator der Oldtimer Grand Prix (Salzburgring).